# حالة جافيه
حالة جافيه (أو نموذج جافيه) هو عبارة عن وظيفة رياضية تُستخدم لوصف توزّع الكتلة أو الضوء في المجرات الإهليلجية وانتفاخات المجرات الإهليلجية، اقتُرح النموذج من قبل والتر جافيه في عام 1983. تُستمد فائدته من حقيقة أنه يعيد تشكيل نموذج دو فوكولير بدقة عندما يوجّه للعرض نحو السماء.
تُعطى الكثافة في نموذج جافيه بالعلاقة:
{\displaystyle \rho (r)={\rho _{0} \over 4\pi }\left({r \over r_{0}}\right)^{-2}\left(1+{r \over r_{0}}\right)^{-2}.}
في هذه المعادلة تكون {\displaystyle \rho _{0}} و {\displaystyle r_{0}} عبارة عن إحداثيات يمكن تغييرها لتناسب الكثافة المرصودة.
وصف جافيه كيفية وصوله إلى نموذجه كالتالي:
إشتُقت الصيغة إنطلاقًا من الملاحظة التي تشير إلى أن حالات سطوع المجرات الكروية تبدو وكأنها تتحقق بالمُعطيين {\displaystyle r^{-3}} و {\displaystyle r^{-1}} في بعض أجزاء أغلفتها ونواها على الأقل بشكل متتالي، وهذا يعني أن الكثافة المكانية تتحقق بالمعطيين {\displaystyle r^{-4}} و {\displaystyle r^{-2}}. كما تتضمن الاختلافات في قانون جافيه حالة هيرنكويست وحالة ديهنين وحالة نافارو-فرينك-وايت، والتي لها شكل وظيفي مشابه لقانون جافيه ولكن تستخدم قيمًا مختلفة للأسّين.